# The eyes of darkness
The eyes of darkness, naar het Nederlands vertaald als Ogen van angst en Ogen der duisternis, is een boek uit 1981 dat werd geschreven door Dean Koontz onder het pseudoniem Leigh Nichols. De Nederlandse vertaling van Jacques Moermans stamt uit 1993. Naast de paperback- is er een downloadversie.
Het boek behoort tot de categorieën thriller en avonturenroman. Het verhaal gaat over een moeder die een zoektocht onderneemt om te ontdekken of haar zoon is overleden of nog steeds in leven is. 

## Plot
Een moeder zendt haar zoon op kamp met een leider die deze reis in de bergen al zestien keer eerder heeft gemaakt. Tot nu was er nooit iets verkeerd gegaan. Tijdens deze reis komt echter elke kampeerder, leider en bestuurder zonder verklaring om het leven. De moeder, die de hoofdrolspeler is in het boek, begint te accepteren dat haar zoon Danny overleden is. Ze krijgt echter te maken met gebeurtenissen waardoor ze begint te twijfelen, zoals een spreuk op een schoolbord met de tekst: niet dood. Samen met haar nieuwe vriend besluit ze uit te zoeken wat er gebeurd is op de dag van de 'dood' van haar zoon.

## Televisierechten
Koontz schreef in het nawoord van de paperback-versie van 2008 dat hij de rechten voor een televisieverfilming aan de producent Lee Rich had verkocht, samen met de rechten van twee andere boeken. De opdracht om het script te schrijven ging naar Ann Powell en Rose Schacht. Zij kwamen uiteindelijk niet met een script en verfilming bleef uit.

## Coronavirus
Enkele maanden na de uitbraak van SARS-CoV-2, ook wel het Wuhan-virus genoemd, gingen passages uit het boek viraal op sociale media waarin rond 2020 de komst van een Chinees, biologisch wapen wordt voorspeld dat de naam Wuhan-400 draagt. Ondanks enkele overeenkomsten wijkt het virus in Koontz' boek echter af van de pandemie uit 2020. Ook kreeg het virus in zijn boek pas in 1989 de naam Wuhan-400 en heette het tot het eind van de Koude Oorlog Gorki-400.